# Colossendeis losinskii
Colossendeis losinskii is een zeespin uit de familie Colossendeidae. De soort behoort tot het geslacht Colossendeis. Colossendeis losinskii werd in 2002 voor het eerst wetenschappelijk beschreven door Turpaeva. 